# Distrito de Šilutė
El distrito de Šilutė (lituano: Šilutės rajono savivaldybė) es un municipio-distrito lituano perteneciente a la provincia de Klaipėda.
En 2011 tiene 45 156 habitantes. La capital es Šilutė.
Se sitúa en el sur de la provincia, en la frontera con la óblast de Kaliningrado de la Federación Rusa.

## Subdivisiones
Se divide en 11 seniūnijos (entre paréntesis la localidad principal):
- Gardamo seniūnija (Gardamas);
- Juknaičių seniūnija (Juknaičiai);
- Katyčių seniūnija (Katyčiai);
- Kintų seniūnija (Kintai);
- Rusnės seniūnija (Rusnė);
- Saugų seniūnija (Saugos);
- Šilutės seniūnija (Šilutė);
- Švėkšnos seniūnija (Švėkšna);
- Usėnų seniūnija (Usėnai);
- Vainuto seniūnija (Vainutas);
- Žemaičių Naumiesčio seniūnija (Žemaičių Naumiestis).